# Panathīnaïkos Athlītikos Omilos 1976-1977
Questa voce raccoglie le informazioni riguardanti il Panathīnaïkos Athlītikos Omilos nelle competizioni ufficiali della stagione 1976-1977.

## Stagione
Nonostante alcuni avvicendamenti in panchina verso la fine del girone di andata (la squadra iniziò la stagione con Aymoré Moreira e concluse con il polacco Kazimierz Górski, passando per l'allenatore ad interim Antonis Mijiakis) il Panathinaikos centrò nella stagione 1976-77 l'accoppiata campionato-coppa nazionale vincendo il suo dodicesimo campionato e sconfiggendo in finale di Coppa di Grecia il PAOK Salonicco.

## Maglie e sponsor
Viene confermata la stessa divisa introdotta nella stagione 1974-75 con una modifica nei colori: il verde viene impiegato solo sul trifoglio mentre il colore dominante della maglia è divenuto il bianco.
| Manica sinistra · Manica sinistra · Maglietta · Maglietta · Manica destra · Manica destra · Pantaloncini · Calzettoni |

## Rosa
| N. |                   | Ruolo | Calciatore           |
| -- | ----------------- | ----- | -------------------- |
|    | Grecia (bandiera) | P     | Vasilīs Kōnstantinou |
|    | Grecia (bandiera) | P     | Nikos Vallianos      |
|    | Grecia (bandiera) | D     | Anthimos Kapsīs      |
|    | Cipro (bandiera)  | D     | Dimitrios Kizas      |
|    | Grecia (bandiera) | D     | Mimis Demetriou      |
|    | Grecia (bandiera) | D     | Stelios Stefanakis   |
|    | Grecia (bandiera) | D     | Takis Eftheriadis    |
|    | Grecia (bandiera) | D     | Giorgos Gonios       |
|    | Grecia (bandiera) | D     | Dimitris Kostos      |
|    | Grecia (bandiera) | C     | Kostas Eleftherakis  |
|    | Grecia (bandiera) | C     | Dīmītrīs Domazos     |
|    | Grecia (bandiera) | C     | Spyros Livathīnos    |

| N. |                       | Ruolo | Calciatore             |
| -- | --------------------- | ----- | ---------------------- |
|    | Grecia (bandiera)     | C     | Nikos Oikonomou        |
|    | Jugoslavia (bandiera) | C     | Borivoje Đorđević      |
|    | Grecia (bandiera)     | C     | Vaggis                 |
|    | Grecia (bandiera)     | C     | Odisseas Vakalis       |
|    | Grecia (bandiera)     | C     | Giorgos Rokidis        |
|    | Grecia (bandiera)     | C     | Christos Giannakoulias |
|    | Grecia (bandiera)     | A     | Antōnīs Antōniadīs     |
|    | Argentina (bandiera)  | A     | Óscar Álvarez          |
|    | Grecia (bandiera)     | A     | Agis Panopoulos        |
|    | Grecia (bandiera)     | A     | Achilles Aslanidis     |
|    | Grecia (bandiera)     | A     | Kostas Valianos        |
|    | Grecia (bandiera)     | A     | Takis Papadimitriou    |

## Calciomercato

### Sessione estiva
| Acquisti | Acquisti        | Acquisti             | Acquisti |
| R.       | Nome            | da                   | Modalità |
| -------- | --------------- | -------------------- | -------- |
| D        | Kostos          | Atromito Peristeriou |          |
| D        | Eleftheriadis   | Ethnikos Pireo       |          |
| D        | Dimitrios Kizas |                      |          |
| C        | Rokidis         |                      |          |
| C        | Vaggis          | APO Rouf Athinas     |          |
| A        | Valian          | Apollon Athinon      |          |
| A        | Oscar Alvarez   | PAS Giannina         |          |
| A        | Aslainidis      | PAOK                 |          |

## Statistiche

### Statistiche di squadra
| Competizione    | Punti | Totale | Totale | Totale | Totale | Totale | Totale | DR  |
| Competizione    | Punti | G      | V      | N      | P      | Gf     | Gs     | DR  |
| --------------- | ----- | ------ | ------ | ------ | ------ | ------ | ------ | --- |
| Alpha Ethniki   | 54    | 34     | 23     | 8      | 3      | 70     | -67    |     |
| Coppa di Grecia | -     | 7      | 6      | 1      | 0      | 25     | 5      | +20 |
| Totale          |       | 41     | 30     | 9      | 3      | 95     | -92    |     |

### Statistiche dei giocatori
| Giocatore     | Alpha Ethniki | Alpha Ethniki |
| Giocatore     | Presenze      | Reti          |
| ------------- | ------------- | ------------- |
| Antoniadis    | 32            | 19            |
| Antoniadis    | 23            | 18            |
| Aslanidis     | 15            | 1             |
| Dimitriou     | 20            | ?             |
| Domazos       | 26            | 2             |
| Eftheriadis   | 25            | 6             |
| Eftherakis    | 26            | 4             |
| Giannakoulias | 17            | 1             |
| Gonios        | 29            | ?             |
| Ikonomou      | 8             | ?             |
| Jorcević      | 21            | 5             |
| Kapsis        | 28            | 1             |
| Kizas         | 12            | ?             |
| Kostantinou   | 30            | ?             |
| Kostos        | 2             | ?             |
| Livathinos    | 27            | 4             |
| Panopoulos    | 1             | ?             |
| Papadimitriou | 22            | 5             |
| Rokidis       | 2             | ?             |
| Stefanakis    | 31            | ?             |
| Vaggis        | 6             | ?             |
| Vakalis       | 15            | ?             |
| Valian        | 11            | ?             |